# 唐延杰
唐延杰（1909年11月7日—1988年7月31日），原名唐月华，中国人民解放军开国中将。湖南长沙人。1955年获二级八一勋章、一级独立自由勋章、一级解放勋章。1988年获一级红星功勋荣誉章。

## 生平
生于城市贫民家庭。少年时做学徒工。1922年9月即参加了安源路矿工人大罢工斗争。
1923年加入中国社会主义青年团。1926年9月经聂荣臻介绍到北伐军叶挺独立团当兵。由于粗通文墨，调任北伐军第四军军官教导团任副排长。1927年秋入苏联莫斯科东方大学军事班学习2年。1929年秋回国，在长沙被捕入狱。1930年7月红三军团攻克长沙，从长沙监狱获救，参加中国工农红军，任红三军团红八军政治部宣传队分队长、保卫股长，红三军团政治部保卫科长、总务处处长、红三军团后方办事处处长。1934年9月任红三军团后方部部长。长征过草地时，彭德怀批准杀掉仅有的6头骡马给战斗部队充饥。1935年10月长征到达陕北后，任军委后方办事处第四科科长。1936年3月东征中，出任红二十八军（军长刘志丹，政委宋任穷）参谋长。1936年5月西征时，得到红一军团参谋长左权的赞赏。1936年夏，加入中国共产党。 
抗日战争时期，任八路军总部作战处处长、副官长。1937年11月7月创立晋察冀军区，由左权推荐，任军区参谋长。1939年8月至1941年8月，聂鹤亭担任晋察冀军区参谋长，唐延杰改任副参谋长。从1941年8月至1947年6月第二次出任晋察冀军区参谋长。
1947年6月任冀晋军区司令员，1947年11月任北岳军区司令员兼晋察冀军区第一纵队司令员。1948年1月12日指挥第一纵队歼灭傅作义起家嫡系主力第35军军部及新编第32师残部，击毙敌35军参谋长田世举少将以下350人，军长鲁英麟自戕。1948年3月参加了出击察南绥东战役，与王平统一指挥由一纵、六纵组成的左翼兵团，攻克天镇、阳高等县城，切断了大同与张家口交通；而后出击归绥。
1948年5月成立华北军区，第一纵队直属于华北军区，唐延杰专任第一纵队司令员，政委邝伏兆。1949年1月调任第二十兵团副司令员兼参谋长。1949年6月任华北军区参谋长。参加了石家庄、保北、平津、太原等战役。
1949年10月任华北军区参谋长兼华北防空司令员。南京军事学院教育长。1958年夏，成立北京高等军事学院，任训练部部长、教育长。1961年1月组建国防部第六研究院，任院长，政委王振乾。1965年2月，六院集体转业并入第三机械工业部，任副部长兼六院院长。1965年4月至1970年10月，任国防科委副主任、1979年4月至1982年5月再次出任国防科委副主任。国防科委纪律检查委员会书记等职。 